# Světlo ženy
Světlo ženy (francouzsky Clair de femme) je filmové drama z roku 1979 režírované Costou-Gavrasem ve francouzsko-italsko-západoněmecké koprodukci. Spolu s Milanem Kunderou a Robertem Frankem se režisér podílel také na scénáři, který vznikl na motivy stejnojmenného románu spisovatele Romaina Garyho.
Hlavní postavy ztvárnili Yves Montand a Romy Schneiderová. Děj se odehrává v průběhu jediného dne. Natáčení trvalo padesát tři dnů, od prosince 1978 do 20. února 1979, především v římských ateliérech Cinecittà. Postprodukce byla dokončena v červenci 1979 a pařížská premiéra následovala 29. srpna téhož roku.
V roce 1980 obdržel snímek Césara v kategorii nejlepší zvuk. V dalších třech byl nominován – nejlepší film, režie a ženský herecký výkon.

## Děj
Hlavní hrdina příběhu Michel (Yves Montand) při vystupování z taxi na bulváru St. Michelle vyrazí nákup z ruky ženě středního věku Lydii (Romy Schneider). Míří z letiště a má jen dolary, které řidič odmítá přijmout. Žena za něho zaplatí. Pozve ji proto do kavárny a začíná se odvíjet vztah dvou osamělých osob.
Michel se právě rozešel se svou ženou. Jejich manželství bylo přáteli považováno za ideální a nezničitelné. Z rozchodu se chce vyléčit během půlročního pobytu v jihoamerickém Caracasu. Namísto do letadla se však dostává do bytu nově poznané ženy. Oba postupně odkrývají šrámy a zklamání svých niter. Lydie přišla o malou dceru, když její manžel Galba Tovarskij (Romolo Valli) havaroval s vozem. On sám si nese následky v podobě těžkého poškození řeči a se ženou nežije.
Během dlouhé noci se nová dvojice neúspěšně pokusí o milování, navštíví varieté, kam je dopoledne na své číslo se šimpanzem a psíky pozval starší muž v kavárně. Zastaví se také na velkolepé oslavě narozenin Galby, který pochází ze staré ruské rodiny. Celou událost řídí jeho pečující matka Soňa Tovarská (Lila Kedrova).
Ráno Michel společně s novou kamarádkou jede navštívit manželku. Ta si však v noci vzala život, jak sděluje policejní komisař (Daniel Mesguich). Lydie se rozhoduje na nějakou dobu odjet z Francie, aby si vše promyslela a citově vystřízlivěla. Stejnou věc se chystá učinit také Michel, který na ni ovšem bude čekat v Paříži.

## Obsazení
| Roberto Benigni       | barman ve varieté  |
| Heinz Bennent         | Georges            |
| Lila Kedrova          | Sonia Tovarska     |
| Daniel Mesguich       | policejní komisař  |
| Yves Montand          | Michel             |
| Jean Reno             | dopravní policista |
| Romy Schneider        | Lydia              |
| Romolo Valli          | Galba              |
| Dieter Schidor        | Sven               |
| Gabriel Jabbour       | Sascha             |
| François Perrot       | Alain              |
| Catherine Allégretová | prostitutka        |